# Коанда, Сольфрид
Сольфрид Коанда (норв. Solfrid Koanda; род. 13 ноября 1998, Оулу) — норвежская тяжелоатлетка, Олимпийская чемпионка 2024 года, чемпионка мира 2022 года, четырёхкратная чемпионка Европы (2022, 2023, 2024, 2025).

## Биография
Коанда родилась в Финляндии. Её мать по национальности финка, а отец ивуариец. В 9-летнем возрасте вместе с родителями она переехала в Гримстад, в Норвегию. В 15 лет она оказалась в приёмной семье. В это же время Сольфрид активно начала заниматься атлетикой и фитнесом в тренажёрном зале. Некоторое время увлекалась занятиями кроссфитом. Трудится в энергокомпании. С 2020 года Коанда активно приступила к занятиям тяжёлой атлетикой. Познакомившись с тренером национальной сборной Зигмунтом Смальцежем, Сольфрид и вовсе увлеклась соревновательным процессом.

## Карьера
В феврале 2021 года Коанда квалифицировалась на чемпионат Европы по тяжёлой атлетике установив новые национальные рекорды: 96 килограммов в рывке и 125 килограммов в толковом упражнении.
В Москве на континентальном чемпионате в 2021 году она в категории до 87 килограммов занята итоговое пятое место, но сумев взять малую бронзовую медаль в упражнении «толчок» с результатом 135 килограммов.
В Ташкенте на чемпионате мира норвежская спортсменка выступила ещё лучше завоевав бронзовую медаль с результатом 244 килограмма по сумме двух упражнений и став победителем в упражнении «толчок» с итоговым весом в 141 килограмм.
На чемпионате Европы 2022 года, который состоялся в Тиране, Сольфрид одержала победу в весовой категории до 87 килограммов, не дав соперницам не единого шанса. Её сумма по итогам двух упражнений составила 252 килограмма, что на 15 килограммов больше, чем у серебряной призёрки.
На чемпионате мира 2022 года в Боготе, в Колумбии в категории до 87 кг она стала чемпионкой мира по сумме двух упражнений с результатом 260 кг и завоевала обе малые золотые медали.
В Ереване, на чемпионате Европы 2023 года в категории до 87 кг завоевала золотую медаль с результатом 272 кг по сумме двух упражнений. В отдельных упражнениях также ей достались две малые золотые медали.
В Саудовской Аравии, где состоялся Чемпионат мира по тяжёлой атлетике 2023 года, норвежская спортсменка в категории до 87 кг завоевала малую золотую медаль чемпионата мира в толчке с результатом 156 кг. В рывке она в трёх попытках не смогла взять 115 кг.
В феврале 2024 года на чемпионате Европы в Софии Сольфрид завоевала золотую медаль по сумме двух упражнений с результатом 280 кг. В отдельных упражнениях она завоевала две малые золотые медали.
На летних Олимпийских играх 2024 года Сольфрид выступала в весовой категории до 81 кг среди женщин и завоевала золотую медаль. Подняла вес 275 килограммов по сумме двух упражнений и установила олимпийский рекорд в толчке (154 кг) и по сумме двоеборья.
На чемпионате Европы 2025 года в Кишинёве завоевала золотую медаль в весовой категории до 87 кг с итоговым результатом 267 кг. В двух упражнениях стала победительницей.

## Достижения
Олимпийские игры
| Результат | Вес      | Год  | Место соревнований | Рывок | Толчок | Общий вес |
| Золото    | до 81 кг | 2024 | Париж, Франция     | 121,0 | 154,0  | 275,0     |

Чемпионат мира
| Результат | Вес      | Год  | Место соревнований  | Рывок | Толчок | Общий вес |
| Бронза    | до 87 кг | 2021 | Ташкент, Узбекистан | 103,0 | 141,0  | 244,0     |
| Золото    | до 87 кг | 2022 | Богота, Колумбия    | 113,0 | 147,0  | 260,0     |

Чемпионат Европы
| Результат | Вес      | Год  | Место соревнований | Рывок | Толчок | Общий вес |
| Золото    | до 87 кг | 2022 | Тирана, Албания    | 100,0 | 135,0  | 235,0     |
| Золото    | до 87 кг | 2023 | Ереван, Армения    | 117,0 | 155,0  | 272,0     |
| Золото    | до 87 кг | 2024 | София, Болгария    | 120,0 | 160,0  | 280,0     |
| Золото    | до 87 кг | 2025 | Кишинёв, Молдова   | 122,0 | 145,0  | 267,0     |